# Гамма² Стрільця
Гамма² Стрільця (γ² Стрільця, скорочено Гамма² Sgr, γ² Sgr), офіційна назва Alnasl [ælˈnæzəl]  — зірка 3-ї величини в зодіакальному сузір'ї Стрільця. Розташування цієї зірки знаходиться в ручці лука Стрільця Кентавра. На основі вимірювань паралакса, отриманих під час місії Hipparcos, це приблизно 96,9 світлового року (29,7 парсека) від Сонця. Вона має видиму візуальну величину +2,98, що робить її сьомою за яскравістю зіркою в сузір'ї.
Вона є частиною подвійної зірки разом із слабшим оптичним компаньйоном під назвою Гамма¹ Стрільця, розташованим приблизно на 50 кутових хвилин на північ від цієї зірки. Остання є змінною зіркою цефеїди з величиною 4,7, яка також має позначення змінної зірки W Стрільця.  

## Номенклатура
γ² Стрільця (лат. Gamma² Sagittarii) — це позначення зірки за Байєром.
Він носив традиційні назви Алнасл (або Насл, Ель-Насл, «аль-Насл»), Нушаба (Наш) і Авал-ель-Варіда. Alnasl походить від арабського النصل al-naşl, а Nushaba походить від арабського Zujj al-Nashshaba, обидва означають «наконечник стріли». У каталозі зірок у календарі аль-Ахсасі аль-Муаккет ця зірка була позначена як Аваль аль-Варіда, що означає «перша [зірка] [страуса], що спускається до води», від арабського النعامة الواردة al Naʽāma al Wārida, назва астеризма, що складається з цієї зірки, Дельта Стрільця, Епсилон Стрільця та Ета Стрільця. Вважалося, що цей страус спускається до річки (Чумацький Шлях), щоб напитися, а інший страус (σ, φ, τ і ζ, Аль Садіра) повертається.